# Komokioidea
Komokioidea es una superfamilia del orden Komokiida, generalmente considerada un grupo de foraminíferos bentónicos aglutinados de la clase Monothalamea o subclase Monothalamia. Su rango cronoestratigráfico abarca el Holoceno.

## Descripción
Estos protistas forman seudópodos ramificados con los que recogen comida y detritus, que más tarde cementarán para forman una testa ramificada, con múltiples aberturas, pero sin verdaderos compartimentos.

## Discusión
Los komokioideos han sido tradicionalmente incluidos en el suborden Textulariina del orden Textulariida. Estudios de filogenia molecular indicaron que son un grupo relacionado con la superfamilia Astrorhizoidea, por lo que fue incluido en el suborden Astrorhizina del orden Astrorhizida. Sin embargo, otros estudios genéticos sugieren que este grupo no está relacionado con Textulariida ni con Astrorhizida, e incluso se plantean dudas acerca de si son verdaderamente foraminíferos. Por esta razón, se han incluido provisionalmente en el orden Komokiida.

## Clasificación
Komokioidea incluye a las siguientes familias:
- Familia Komokiidae
- Familia Baculellidae

Clasificaciones más recientes consideran además las siguientes familias:
- Familia Normaninidae
- Familia Rhizamminidae

Otros géneros considerados en Komokioidea y no asignados a ninguna familia son:
- Cactos
- Crambis
- Staphylion
- Tuber